# Добрешти (Алба)
Добрешти (рум. Dobrești) насеље је у Румунији у округу Алба у општини Гарда де Сус. Општина се налази на надморској висини од 772 m.

## Становништво
Према подацима из 2002. године у насељу је живело 64 становника, од којих су сви румунске националности.